# Dean Kremer
Dean Junior Kremer (Stockton, California, 7 de enero de 1996), más conocido como Dean Kremer, es un jugador profesional estadounidense de béisbol que se desempeña en la posición de lanzador en Baltimore Orioles, equipo de las Grandes Ligas de Béisbol (MLB).

## Carrera
En 2020, Kremer hizo su debut en la MLB con el equipo Baltimore Orioles, donde lleva jugando cinco temporadas.